# Crataegus incaedua
Crataegus incaedua es una especie de planta del género Crataegus, perteneciente a la familia Rosaceae.

## Taxonomía
Crataegus incaedua fue descrita por Charles Sprague Sargent en 1907.

## Distribución
Se encuentra en el territorio de Arkansas, Indiana y Misuri.